# Villanueva de la Sierra
Villanueva de la Sierra est une commune de la province de Cáceres dans la communauté autonome d'Estrémadure en Espagne.